# Gary Cahill
Pour les articles homonymes, voir Cahill.
Gary Cahill, né le 19 décembre 1985 à Sheffield, est un footballeur international anglais qui évolue au poste de défenseur.

## Biographie

### Aston Villa et prêts à Burnley et Sheffield United
Gary Cahill commence en tant que joueur professionnel à Aston Villa. Il est prêté lors de la saison 2004-2005 au Burnley FC, qui évolue en D2 anglaise. Il inscrit un but en trente-deux matches avant de retrouver Aston Villa lors de l'été 2005.
Le 20 septembre 2005, Gary Cahill participe à sa première rencontre sous le maillot de Villa face aux Wycombe Wanderers en Coupe de la Ligue anglaise (victoire 3-8). Il doit attendre le 1er avril 2006 pour prendre part à son premier match en Premier League en entrant en cours de jeu contre Arsenal (défaite 5-0).
Le 16 avril suivant, Cahill inscrit son premier but sous le maillot de son club formateur à l'occasion d'un match de championnat contre Birmingham City (3-1 pour Aston Villa). Le défenseur anglais commence la saison 2006-2007 en étant blessé puis est régulièrement aligné en défense centrale, prenant part à 21 matchs toutes compétitions confondues.
Le 19 septembre 2007, Gary Cahill est prêté pour trois mois au Sheffield United, relégué en D2 anglaise. Il inscrit deux buts en seize matchs avec Sheffield avant de réintégrer l'effectif d'Aston Villa en janvier 2008.

### Bolton Wanderers FC
Le 30 janvier 2008, Gary Cahill rejoint Bolton Wanderers pour une durée de trois ans de demi. Il quitte donc Aston Villa après avoir inscrit un but en 31 matchs toutes compétitions confondues. Trois jours plus tard, il fait ses débuts avec Bolton lors d'une victoire 2-0 contre le Reading FC. Le 5 octobre 2008, Gary Cahill inscrit son premier but sous ses nouvelles couleurs face à West Ham United. En août 2009, le joueur signe un nouveau contrat de trois ans avec le club.
Auteur de sept buts en trente-quatre matchs lors de la saison 2009-2010, il gagne une place de titulaire indiscutable la saison suivante.

### Chelsea FC

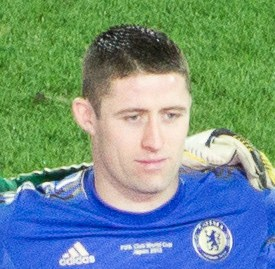
Gary Cahill sous le maillot de Chelsea en 2012.

Le 14 janvier 2012, Cahill signe un contrat de cinq ans au Chelsea FC. Le 5 février suivant, il joue son premier match avec les Blues contre Manchester United (3-3). Le 18 mars 2012, Cahill inscrit son premier but avec Chelsea à l'occasion d'une rencontre de Premier League face à Leicester City (victoire 5-2).
Le 19 mai 2012, Cahill est titulaire lors de la finale de la Ligue des champions remportée à l'issue de la séance de tirs au but contre le Bayern Munich.
En 2013, Cahill est régulièrement titularisé au sein de la défense de Chelsea, qui est éliminé de la Ligue des champions dès la phase de groupes. Le club londonien est reversé en Ligue Europa et remporte la compétition.
Titulaire indiscutable lors des saisons 2013-2014 et 2014-2015, Cahill joue moins durant la saison 2015-2016 mais signe un nouveau contrat de cinq ans le 3 décembre 2015. En juillet 2017, il est nommé capitaine de Chelsea à la suite du départ de John Terry.
Le 1er juillet 2019, il quitte Chelsea alors que son contrat se termine, après avoir inscrit 25 buts en 290 matchs en l'espace de sept saisons.

### Crystal Palace
Libre de tout contrat, Cahill s'engage pour deux saisons avec Crystal Palace le 5 août 2019.

### Retraite
Sans club depuis l'été 2022, il annonce sa retraite le 16 novembre 2022.

### Carrière internationale
Ayant des origines irlandaises, Gary Cahill décide de jouer pour l'Angleterre. Il joue son premier match international lors des éliminatoires de l'Euro 2012 contre la Bulgarie le 3 septembre 2010. Il devient rapidement titulaire au sein de la sélection au détriment de Rio Ferdinand et joue en tant que défenseur central aux côtés de John Terry.
Cahill est convoqué par le sélectionneur anglais Roy Hodgson pour participer à l'Euro 2012. Victime d'une double fracture de la mâchoire lors du dernier match amical face à la Belgique, il doit finalement déclarer forfait. À la suite du retrait de Terry, Cahill est titulaire en défense centrale aux côtés de Phil Jagielka pendant la Coupe du monde 2014 mais les Anglais sont éliminés dès le premier tour.
Reconduit par Hodgson comme titulaire lors de l'Euro 2016, Cahill et les Three Lions sont battus en huitièmes de finale par l'Islande. Sous Gareth Southgate, Gary Cahill perd sa place de titulaire au détriment de John Stones et de Harry Maguire.
Il fait partie des vingt-trois joueurs sélectionnés en équipe d'Angleterre pour disputer la Coupe du monde 2018. Éliminés face à la Croatie en demi-finale (2-1 après prolongation), les Three Lions s'inclinent également lors du match pour la troisième place contre la Belgique (2-0).
Le 28 août 2018, Cahill annonce qu'il met un terme à sa carrière internationale.

## Statistiques

### Par saison
| Saison                | Club                    | Championnat           | Championnat | Championnat | Championnat | Coupe nationale | Coupe nationale | Coupe nationale | Coupe de la Ligue | Coupe de la Ligue | Coupe de la Ligue | Supercoupe | Supercoupe | Supercoupe | Compétition(s) continentale(s) | Compétition(s) continentale(s) | Compétition(s) continentale(s) | Compétition(s) continentale(s) | Supercoupe UEFA | Supercoupe UEFA | Supercoupe UEFA | Coupe du monde des clubs | Coupe du monde des clubs | Coupe du monde des clubs | Total | Total | Total |
| Saison                | Club                    | Division              | M.          | B.          | P.d.        | M.              | B.              | P.d.            | M.                | B.                | P.d.              | M.         | B.         | P.d.       | Comp.                          | M.                             | B.                             | P.d.                           | M.              | B.              | P.d.            | M.                       | B.                       | P.d.                     | M.    | B.    | P.d.  |
| 2004-2005             | Burnley FC (prêt)       | Championship          | 27          | 1           | 0           | 4               | 0               | 0               | 1                 | 0                 | 0                 | -          | -          | -          | -                              | -                              | -                              | -                              | -               | -               | -               | -                        | -                        | -                        | 32    | 1     | 0     |
| 2005-2006             | Aston Villa             | Premier League        | 7           | 1           | 0           | -               | -               | -               | 1                 | 0                 | 0                 | -          | -          | -          | -                              | -                              | -                              | -                              | -               | -               | -               | -                        | -                        | -                        | 8     | 1     | 0     |
| 2006-2007             | Aston Villa             | Premier League        | 20          | 0           | 0           | 1               | 0               | 1               | -                 | -                 | -                 | -          | -          | -          | -                              | -                              | -                              | -                              | -               | -               | -               | -                        | -                        | -                        | 21    | 0     | 1     |
| 2007-0000             | Aston Villa             | Premier League        | 1           | 0           | 0           | -               | -               | -               | 1                 | 0                 | 0                 | -          | -          | -          | -                              | -                              | -                              | -                              | -               | -               | -               | -                        | -                        | -                        | 2     | 0     | 0     |
| Sous-total            | Sous-total              | Sous-total            | 28          | 1           | 0           | 1               | 0               | 1               | 2                 | 0                 | 0                 | -          | -          | -          | -                              | -                              | -                              | -                              | -               | -               | -               | -                        | -                        | -                        | 31    | 1     | 1     |
| 2007-0000             | Sheffield United (prêt) | Championship          | 16          | 2           | 0           | -               | -               | -               | -                 | -                 | -                 | -          | -          | -          | -                              | -                              | -                              | -                              | -               | -               | -               | -                        | -                        | -                        | 16    | 2     | 0     |
| 0000-2008             | Bolton Wanderers        | Premier League        | 13          | 0           | 1           | -               | -               | -               | -                 | -                 | -                 | -          | -          | -          | C3                             | 4                              | 0                              | 0                              | -               | -               | -               | -                        | -                        | -                        | 17    | 0     | 1     |
| 2008-2009             | Bolton Wanderers        | Premier League        | 33          | 3           | 4           | -               | -               | -               | 1                 | 0                 | 0                 | -          | -          | -          | -                              | -                              | -                              | -                              | -               | -               | -               | -                        | -                        | -                        | 34    | 3     | 4     |
| 2009-2010             | Bolton Wanderers        | Premier League        | 29          | 5           | 2           | 2               | 1               | 0               | 3                 | 1                 | 0                 | -          | -          | -          | -                              | -                              | -                              | -                              | -               | -               | -               | -                        | -                        | -                        | 34    | 7     | 2     |
| 2010-2011             | Bolton Wanderers        | Premier League        | 36          | 3           | 0           | 5               | 0               | 0               | -                 | -                 | -                 | -          | -          | -          | -                              | -                              | -                              | -                              | -               | -               | -               | -                        | -                        | -                        | 41    | 3     | 0     |
| 2011-0000             | Bolton Wanderers        | Premier League        | 19          | 2           | 0           | -               | -               | -               | 2                 | 0                 | 0                 | -          | -          | -          | -                              | -                              | -                              | -                              | -               | -               | -               | -                        | -                        | -                        | 21    | 2     | 0     |
| Sous-total            | Sous-total              | Sous-total            | 130         | 13          | 7           | 7               | 1               | 0               | 6                 | 1                 | 0                 | -          | -          | -          | -                              | 4                              | 0                              | 0                              | -               | -               | -               | -                        | -                        | -                        | 147   | 15    | 7     |
| 0000-2012             | Chelsea FC              | Premier League        | 10          | 1           | 0           | 4               | 1               | 0               | -                 | -                 | -                 | -          | -          | -          | C1                             | 5                              | 0                              | 0                              | -               | -               | -               | -                        | -                        | -                        | 19    | 2     | 0     |
| 2012-2013             | Chelsea FC              | Premier League        | 26          | 2           | 2           | 4               | 0               | 0               | 4                 | 2                 | 0                 | -          | -          | -          | C1+C3                          | 4+4                            | 1+0                            | 0+0                            | 1               | 1               | 0               | 2                        | 0                        | 0                        | 45    | 6     | 2     |
| 2013-2014             | Chelsea FC              | Premier League        | 30          | 1           | 2           | 3               | 0               | 0               | 3                 | 0                 | 0                 | -          | -          | -          | C1                             | 10                             | 1                              | 0                              | 1               | 0               | 0               | -                        | -                        | -                        | 47    | 2     | 2     |
| 2014-2015             | Chelsea FC              | Premier League        | 36          | 1           | 0           | 2               | 1               | 0               | 4                 | 0                 | 0                 | -          | -          | -          | C1                             | 6                              | 1                              | 2                              | -               | -               | -               | -                        | -                        | -                        | 48    | 3     | 2     |
| 2015-2016             | Chelsea FC              | Premier League        | 23          | 2           | 0           | 4               | 1               | 0               | 2                 | 0                 | 0                 | 1          | 0          | 0          | C1                             | 7                              | 1                              | 0                              | -               | -               | -               | -                        | -                        | -                        | 37    | 4     | 0     |
| 2016-2017             | Chelsea FC              | Premier League        | 37          | 6           | 0           | 3               | 0               | 0               | 3                 | 2                 | 0                 | -          | -          | -          | -                              | -                              | -                              | -                              | -               | -               | -               | -                        | -                        | -                        | 43    | 8     | 0     |
| 2017-2018             | Chelsea FC              | Premier League        | 27          | 0           | 0           | 6               | 0               | 0               | 3                 | 0                 | 0                 | 1          | 0          | 1          | C1                             | 6                              | 0                              | 0                              | -               | -               | -               | -                        | -                        | -                        | 43    | 0     | 1     |
| 2018-2019             | Chelsea FC              | Premier League        | 2           | 0           | 0           | -               | -               | -               | 2                 | 0                 | 0                 | -          | -          | -          | C3                             | 4                              | 0                              | 0                              | -               | -               | -               | -                        | -                        | -                        | 8     | 0     | 0     |
| Sous-total            | Sous-total              | Sous-total            | 191         | 13          | 4           | 26              | 3               | 0               | 21                | 4                 | 0                 | 2          | 0          | 1          | -                              | 46                             | 4                              | 2                              | 2               | 1               | 0               | 2                        | 0                        | 0                        | 290   | 25    | 7     |
| 2019-2020             | Crystal Palace          | Premier League        | 25          | 0           | 0           | 1               | 0               | 0               | 1                 | 0                 | 0                 | -          | -          | -          | -                              | -                              | -                              | -                              | -               | -               | -               | -                        | -                        | -                        | 27    | 0     | 0     |
| 2020-2021             | Crystal Palace          | Premier League        | 20          | 1           | 0           | -               | -               | -               | -                 | -                 | -                 | -          | -          | -          | -                              | -                              | -                              | -                              | -               | -               | -               | -                        | -                        | -                        | 20    | 1     | 0     |
| Sous-total            | Sous-total              | Sous-total            | 45          | 1           | 0           | 1               | 0               | 0               | 1                 | 0                 | 0                 | -          | -          | -          | -                              | -                              | -                              | -                              | -               | -               | -               | -                        | -                        | -                        | 47    | 1     | 0     |
| 2021-2022             | AFC Bournemouth         | Championship          | 22          | 0           | 1           | -               | -               | -               | -                 | -                 | -                 | -          | -          | -          | -                              | -                              | -                              | -                              | -               | -               | -               | -                        | -                        | -                        | 22    | 0     | 1     |
| Sous-total            | Sous-total              | Sous-total            | 22          | 0           | 1           | 0               | 0               | 0               | 0                 | 0                 | 0                 | 0          | 0          | 0          | -                              | 0                              | 0                              | 0                              | 0               | 0               | 0               | 0                        | 0                        | 0                        | 22    | 0     | 1     |
| Total sur la carrière | Total sur la carrière   | Total sur la carrière | 459         | 31          | 12          | 41              | 4               | 1               | 30                | 5                 | 0                 | 2          | 0          | 1          | -                              | 50                             | 4                              | 2                              | 2               | 1               | 0               | 2                        | 0                        | 0                        | 586   | 45    | 16    |

### Buts internationaux
| #  | Date             | Lieu                                | Adversaire | Score | Compétition                       |
| -- | ---------------- | ----------------------------------- | ---------- | ----- | --------------------------------- |
| 1. | 2 septembre 2011 | Stade national Vassil Levski, Sofia | Bulgarie   | 0-3   | Éliminatoires Euro 2012           |
| 2. | 29 février 2012  | Wembley Stadium, Londres            | Pays-Bas   | 2-3   | Match amical                      |
| 3. | 30 mai 2014      | Wembley Stadium, Londres            | Pérou      | 3-0   | Match amical                      |
| 4. | 11 novembre 2016 | Wembley Stadium, Londres            | Écosse     | 3-0   | Éliminatoires Coupe du monde 2018 |
| 5. | 2 juin 2018      | Wembley Stadium, Londres            | Nigeria    | 2-1   | Match amical                      |

## Palmarès

### En club
- Chelsea FC
  - Champion d'Angleterre en 2015 et 2017
  - Vainqueur de la Ligue des champions en 2012
  - Vainqueur de la Ligue Europa en 2013 et 2019.
  - Vainqueur de la Coupe d'Angleterre en 2018
  - Vainqueur de la Coupe de la Ligue anglaise en 2015
  - Finaliste de la Coupe d'Angleterre en 2017
  - Finaliste de la Coupe du monde des clubs en 2012.

- AFC Bournemouth
  - Vice-champion d'Angleterre de D2 en 2022.

### Distinctions personnelles
- Membre de l'équipe-type de Premier League en 2014, 2015 et 2017.